# نوئل مک‌آفی
نوئل مک آفی استاد فلسفه آمریکایی در دانشکده‌ی مطالعات زنان، جنسیت، و مطالعات جنسی و جنسیتی و مطالعات روانکاوی دانشگاه اموری است که از سال ۲۰۱۰ در آنجا تدریس می‌کند. مک آفی همچنین قبلاً در چندین دانشگاه دیگر از جمله به عنوان استادیار مدعو آلن برنسون در فلسفه و مطالعات زنان در دانشگاه براندیس به تدریس مشغول بود. او به‌طور گسترده در خصوص نظریه‌های دموکراتیک، رسانه‌های جدید، و نظریه‌های روانکاوی حوزه عمومی کار کرده‌است. مک آفی در حال حاضر رئیس مشترک شبکه فلسفه عمومی، ویراستار کترینگ ریویو است، و چند سال هم درگیر مسائل سیاسی در واشینگتن دی سی، هم قبل و هم در طول دوران تحصیلی خود بوده‌است.

## تحصیلات و شغل
مک آفی مدرک کارشناسی تاریخ خود را از دانشگاه تگزاس در آستین در سال ۱۹۸۶ و مدرک کارشناسی ارشد در سیاست عمومی را از دانشگاه دوک در سال ۱۹۸۷ دریافت کرد مک آفی پس از دریافت مدارک اولیه آکادمیک، قبل از ورود به فلسفه آکادمیک، سازمان دهنده و مدافع سیاست در منطقه واشینگتن دی سی بود. او از سال ۱۹۸۷ تا ۱۹۸۸ برای دیده‌بان کنگره عمومی شهروندی کار کرد، از سال ۱۹۸۸ تا ۱۹۸۹ رئیس شورای محلی اتحادیه ملی نویسندگان و معاون رئیس اتحادیه ملی نویسندگان در سال‌های ۱۹۹۰ و ۱۹۹۱ بود. مک آفی در حالی که به عنوان یک فعال منافع عمومی در واشینگتن دی سی کار می‌کرد، درمورد این موضوع که که اگر مردم واقعاً به خودگردانی دموکراتیک علاقه نداشته باشند و توانایی آن را نداشته باشند، این کار بیهوده خواهد بود، نگرانی‌های جدی داشت.
برای رفع این نگرانی‌ها، او به دانشگاه بازگشت و در رشته‌ی فلسفه تحصیل کرد. او در سال ۱۹۹۰ مدرک کارشناسی ارشد فلسفه را از دانشگاه ویسکانسین مدیسون دریافت کرد، در همان سال دستیار سردبیر مجله Kettering Review شد. او در سال 1998 دکترای خود را در رشته‌ی فلسفه از دانشگاه تگزاس در آستین دریافت کرد. تحقیقات مک آفی به او این باور را بخشید که خودگردانی دموکراتیک در واقع امکان‌پذیر است. و در عرض چند سال پس از اولین کتابش، او تحقیقات و مشارکت خود را در اعمال دموکراتیک، از جمله کارهای جدید در رسانه‌های جدید، و دموکراسی سازی پس از جنگ از سر گرفت.
نوئل مک آفی در بین سال‌های ۱۹۹۸ تا ۱۹۹۹ به عنوان مدرس نظریه سیاسی در دانشگاه UT آستین فعالیت علمی خود را آغاز کرد. پس از آن به عنوان استادیار در گروه فلسفه در دانشگاه ماساچوست لاول، جایی که از سال ۱۹۹۹ تا ۲۰۰۳ در آنجا خدمت کرد. سپس به دانشیاری ارتقا یافت و تا سال ۲۰۰۷ این سمت را داشت. در سال ۲۰۰۵ او به تأسیس پروژه آینده رسانه‌های عمومی در دانشگاه آمریکایی به عنوان بخشی از طرحی که توسط بنیاد فورد تأمین شده بود، کمک کرد. مک آفی پس از ترک دانشگاه ماساچوست، سمتی را در دانشکده تحلیل و حل تعارض در دانشگاه جورج میسون پذیرفت و از سال ۲۰۰۸ تا ۲۰۱۰ در آنجا ماند، پیش از پذیرش یک انتصاب دوگانه در دانشگاه اموری به عنوان دانشیار فلسفه و وابسته به زنان. جنسیت و مطالعات جنسی در سال ۲۰۱۳، مک آفی به عنوان استاد تمام در دانشگاه اموری خدمت می‌کرد.
مک آفی علاوه بر سمت‌های دائمی آکادمیکش، تعدادی انتصاب موقت دانشگاهی را نیز پذیرفته‌است. او در سال ۲۰۰۴ به عنوان استادیار مدعو فلسفه و مطالعات زنان در دانشگاه براندیس انتخاب شد و سپس در سال ۲۰۰۵ به عنوان یک محقق در دانشگاه امریکن (جایی که در سال ۲۰۰۶ به عنوان استاد پژوهشی در آنجا ماند) به فعالیت علمی و پژوهشی مشغول بود. مک آفی همچنین از سال ۲۰۰۶ تا ۲۰۰۸ به عنوان دانشیار مدعو فلسفه در دانشگاه جورج میسون خدمت کرد. مک آفی همچنین در تعداد زیادی از نقش‌های اداری دانشگاهی، از جمله مدیر برنامه مطالعات جنسیتی و مدیر برنامه افتخارات، هر دو در زمان‌های مختلف در دانشگاه ماساچوست، لاول، فعالیت کرده‌است. او همچنین به عنوان معاون مرکز رسانه‌های اجتماعی دانشکده ارتباطات دانشگاه آمریکایی خدمت کرده و تعدادی پست دیگر را نیز به عهده داشته‌است.
علاوه بر انتصابات آکادمیک، مک آفی همچنین شورای رسانه‌های عمومی را در آستین، تگزاس، از سال ۱۹۹۱ تا ۱۹۹۵ مدیریت کرده و در هیئت مدیره سازمان خدمات متحد نویسندگان ملی از سال ۱۹۹۵ تا ۱۹۹۷، به عنوان عضو هیئت مدیره مشورت عمومی ۹۶، فعالیت مدیریتی کرده‌است. وی به عنوان مشاور برای پروژه‌های تحقیقاتی مختلف و در نقش‌های مختلف سیاسی نیز به فعالیت مشغول بوده‌است. او به عنوان مشاور بنیاد کترینگ در سال ۱۹۸۸ شروع به خدمت کرد و همچنان به انجام این کار ادامه می‌دهد.
او یکی از اعضای هیئت مشورتی سردبیری مجله عمومی فلسفه است.‌‌ نوئل مک‌آفی مدیر گروه فلسفه دانشگاه اموری به دلیل شرکت در تجمعی در حمایت از برقراری آتش بس در غزه از سوی پلیس کالیفرنیا دستگیر شده‌اند.

## حوزه‌های تحقیقاتی
تحقیقات مک آفی در درجه اول بر مسائل دموکراسی و عملکرد دموکراتیک متمرکز است، همان سؤالاتی که او را در وهله اول وارد فلسفه آکادمیک کرد. جدیدترین تحقیقات‌ او بر کار قبلی در نظریه روانکاوی، رسانه‌های دموکراتیک، اخلاق اجرایی، عدالت انتقالی، و نظریه سیاسی فمینیستی برای بررسی نقش نهادهای سیاسی غیررسمی در شکل‌گیری عمومی دموکراتیک استوار است. مک آفی کارهای قابل توجهی بر روی نوشته‌های جولیا کریستوا و یورگن هابرماس انجام داده‌است و همچنین به‌طور گسترده‌ای به نظریه فمینیستی و آثار هانا آرنت پرداخته‌است.

## انتشارات
مک آفی سه کتاب نوشته‌است. اولی، هابرماس، کریستوا و شهروندی توسط انتشارات دانشگاه کورنل در سال ۲۰۰۰ منتشر شد. دومی جولیا کریستوا در سال ۲۰۰۳ توسط راتلج و سومین کتاب دموکراسی و ناخودآگاه سیاسی در سال ۲۰۰۸ توسط انتشارات دانشگاه کلمبیا منتشر شد. کتاب چهارم با عنوان آزمایشی دموکراسی در غیر این صورت در دست انتشار است. مک آفی همچنین به عنوان ویراستار تعدادی کتاب و مجله خدمت کرده‌است، و همچنین تعداد زیادی مقاله تحت عنوان داور داوری و چندین مقاله آکادمیک منتشر کرده‌است.
هابرماس، کریستوا و شهروندی تلاش می‌کند تا به گفتمان‌های مدرنیته و پست مدرنیته در نظریه سیاسی بپیوندد و آن‌ها را با مشکل دموکراسی مشورتی بپذیرند. دیدگاه مک آفی به شدت با تئوری فمینیستی همراه است و او معتقد است که زندگی سیاسی ریشه در مشارکت در امور سیاسی دارد و عاملیت سیاسی ویژگی افراد منطقی نیست، بلکه چیزی است که به‌طور جمعی از طریق تعامل با دیگران در جامعه مدنی اعمال می‌شود.
دموکراسی مک آفی و ناخودآگاه سیاسی به بررسی برخی از آسیب‌شناسی‌هایی می‌پردازد که در پی فروپاشی مرکز تجارت جهانی در طی حادثه ۱۱ سپتامبر در ایالات متحده ایجاد شده‌اند. او معتقد است که نحوه رسیدگی به این رویداد باعث شده‌است که ایالات متحده به‌طور مداوم آسیب‌های آن روز را دوباره زنده کند، و معتقد است که جنگ علیه تروریسم یکی از دلایل مهم این چرخه ترومای بی پایان است. او به کمیسیون حقیقت و آشتی آفریقای جنوبی به عنوان الگویی از چگونگی احتمالی عبور ایالات متحده از این آسیب اشاره می‌کند.